# هوغو كويبرس
هوغو كويبرس (7 فبراير 1997 ببلجيكا - ) هو لاعب كرة قدم بلجيكي في مركز الهجوم. لعب مع ستاندارد لييج.

## وصلات خارجية
- هوغو كويبرس على موقع الدوري الأمريكي (الإنجليزية)
- هوغو كويبرس على موقع قاعدة بيانات كرة القدم.إي يو (الإنجليزية)
- هوغو كويبرس على موقع Soccerway.com (الإنجليزية)
- هوغو كويبرس على موقع AS.com (الإسبانية)